# اجودی آبل
اجودی آبل (انگلیسی: Judi Aubel؛)زادهٔ ۱۹۴۵ (۷۹–۸۰ سال) مدیر کارآفرین اهل ایالات متحده آمریکا است. او به عنوان مدیر اجرایی پروژه غیرانتفاعی The Grandmother Project فعالیت می‌کند که برای بهبود زندگی زنان و کودکان با تمرکز بر مادربزرگ‌ها کار می‌کند.
وی همچنین برندهٔ جوایزی همچون ۱۰۰ زن شده است.

## حرفه
اوبل یک داوطلب سپاه صلح در ساحل عاج بود. و ۲۰ سال در توسعه بین‌المللی کار کرده بود.
پروژه مادربزرگ در سال ۲۰۰۴ با آبل به عنوان یکی از بنیانگذاران تأسیس شد. و او در کنار متخصصان سنگالی کار می‌کند. هدف از ایجاد پروژه مادربزرگ تمرکز بر شمول مادربزرگ و به رسمیت شناختن نقش آنها، افزایش دانش آنها و تقویت نقش آنها به عنوان حامیان تغییر در جامعه است. این برنامه رویکرد خود را از طریق تمرین «تغییر از طریق فرهنگ» با دو رکن کلیدی توسعه داده است. برای تکیه بر نقش‌ها و ارزش‌های فرهنگی و به رسمیت شناختن خرد و اقتدار افراد مسن. با استفاده از نقش تأثیرگذار مادربزرگ‌ها در خانواده‌ها و جوامع، آنها قادر به ایجاد تغییرات اجتماعی عمده و بهبود سلامت هستند. مادربزرگ‌های این گروه اغلب به مادران جدید در مورد سلامت نوزاد، تغذیه و بارداری کمک و توصیه می‌کنند.
بررسی او از ادبیات مربوط به نقش مادربزرگ‌ها در تغذیه و سلامت مادر و کودک در سال ۲۰۱۲ در مجله تغذیه مادر و کودک منتشر شد.

## جوایز
او جایزه قهرمان را از Trust Women، سرمایه‌گذاری مشترک بنیاد توماس رویترز و اینترنشنال هرالد تریبون دریافت کرد. اوبل در سال ۲۰۱۲ عضو آشوکا بود. در سال ۲۰۱۶، او برنده جایزه ۱۰۰ زن بی‌بی‌سی در سال ۲۰۱۶ بود.